# 卡里尔·阿尔-哈姆迪

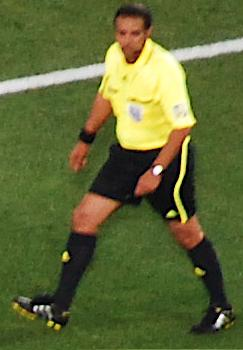
卡里尔-阿尔-哈姆迪

卡里尔·阿尔-哈姆迪（Khalil Al Ghamdi，1970年9月2日—），出生於沙烏地阿拉伯，是一位足球裁判，也為2010年世界盃足球賽的主球證之一。

## 生涯
阿尔-哈姆迪是一位老師，於2003年成為國際足協的國際裁判，他先後為2006年世界盃外圍賽、2006年世界冠軍球會盃以及北京奧運執法。2010年6月，他首次成為世界盃的主球證。

## 資料來源
1. ↑  .   [2010-06-11]. （原始内容存档于2012-05-24）.
2. ↑  .   [2010-06-11]. （原始内容存档于2009-10-25）.